# Lijst van nationale parken in Bosnië en Herzegovina
In Bosnië-Herzegovina zijn 4 natuurgebieden tot nationaal park uitgeroepen. 
| Nationaal park Sutjeska Begin: 1965 Oppervlakte: 173 km² |
| Nationaal park Kozara Begin: 1967 Oppervlakte: 34 km²    |
| Nationaal park Una Begin: 2008 Oppervlakte: 198 km²      |
| Nationaal park Drina Begin: 2017 Oppervlakte: 63,15 km²  |

Kozara · 
Sutjeska · 
Una · 
Drina